# Тростянец (Прилукский район)
Тростяне́ц (укр. Тростянець) — посёлок, Парафиевская поселковая община, Прилукский район, Черниговская область, Украина.
Код КОАТУУ — 7421788501. Население по переписи 2001 года составляло 924 человека.

## Географическое положение
Посёлок Тростянец находится на расстоянии в 1 км от села Васьковцы. Расположен на реке Тростянец с группой прудов. Через посёлок проходит автомобильная дорога Т-2529.

## История
- Впервые Тростянец упоминается в письменных источниках в связи с нападением на него 27 апреля 1629 года отряда польской шляхты. Поселение было полностью разрушено.
- В начале XVIII века на этом месте появился хутор Тростянец (Крячев). Владел им казак из села Васьковцев И. Хоружий. Хутор входил в Сребнянскую сотню Прилукского полка, а после ликвидации полкового устройства — в Иваницкую волость Прилукского уезда.
- В 1820 году хутор купила семья помещиков Скоропадских. При Скоропадских началось строительство усадьбы и хозяйственных построек, также в Тростянце был разбит парк. Усадьба, возведённая в 1833 году, включала деревянный дом с башнями и четырьмя флигелями, домашний театр и парк с прудами. До 1917 года в усадьбе Скоропадских хранилась большая коллекция предметов старины, впоследствии вывезенных в областной музей в Чернигов.

## Экономика
- ОАО «Племзавод „Тростянец“».
- Усадьба сельского зеленого туризма «Охотничья паланка».
- Усадьба — мини-отель «Адонис».
- Детский эндокринный санаторий, отель.

## Объекты социальной сферы
- Школа.

## Достопримечательности

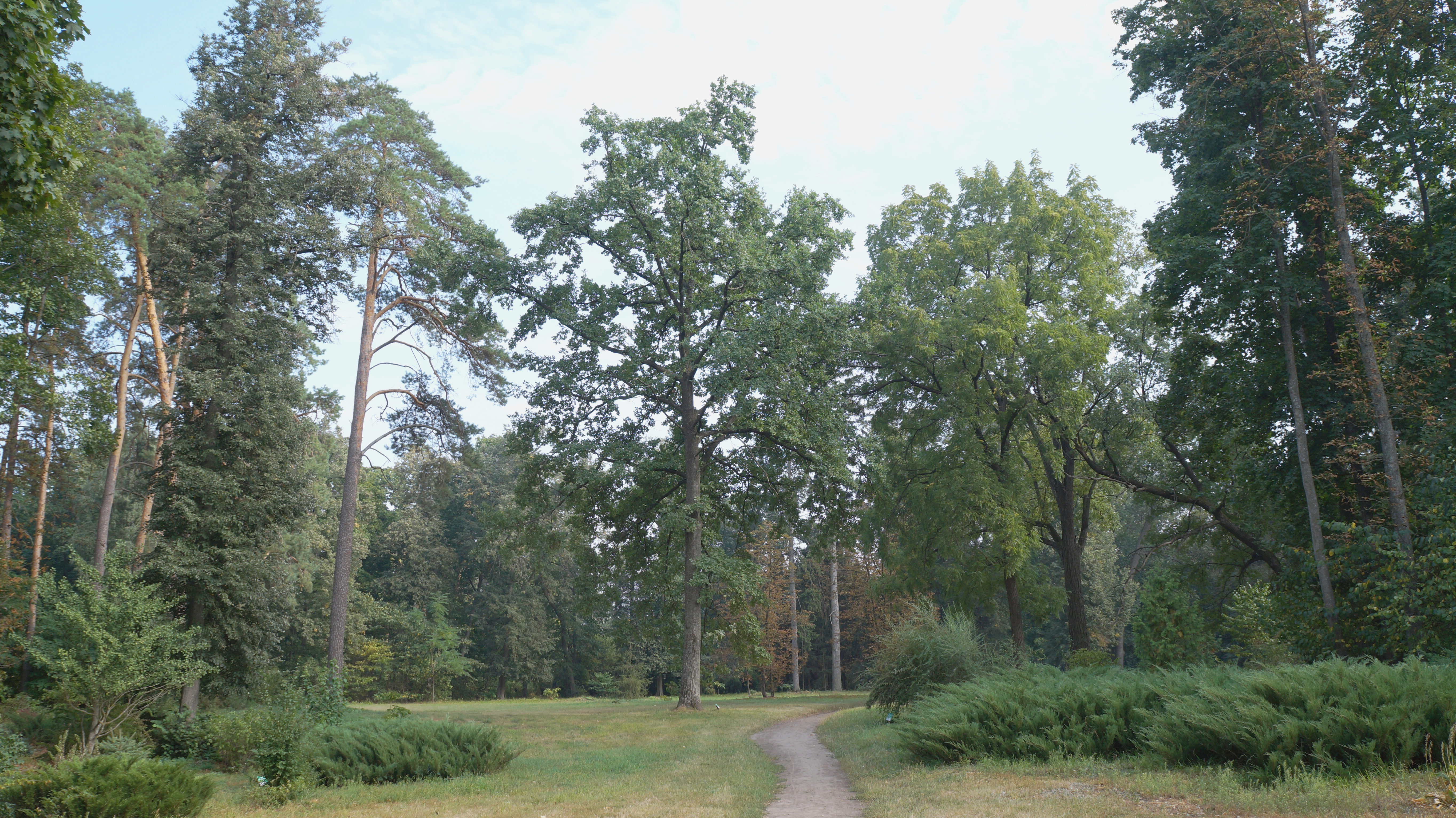

- Государственный дендрологический парк «Тростянец» НАН Украины.
- Частный краеведческий музей.